# San Francisco Epunguio
San Francisco Epunguio är en ort i Mexiko.   Den ligger i kommunen Irimbo och delstaten Michoacán de Ocampo, i den södra delen av landet, 140 km väster om huvudstaden Mexico City. San Francisco Epunguio ligger 2 232 meter över havet och antalet invånare är 707.
Terrängen runt San Francisco Epunguio är huvudsakligen kuperad, men norrut är den platt. Terrängen runt San Francisco Epunguio sluttar västerut. Runt San Francisco Epunguio är det ganska tätbefolkat, med 96 invånare per kvadratkilometer. Närmaste större samhälle är Ciudad Hidalgo, 12,4 km väster om San Francisco Epunguio. I omgivningarna runt San Francisco Epunguio växer i huvudsak blandskog.